# 内藤文雄
内藤 文雄（ないとう ふみお、1956年11月11日 - ）は、日本の会計学者。神戸大学名誉教授、甲南大学教授。

## 来歴
兵庫県生まれ。1981年神戸大学経営学部卒、1986年同大学院博士課程満期退学。1995年「会計監査における監査人の判断形成に関する研究」で経営学博士。
1986年神戸大学経営学部助手、1987年講師 、1990年助教授、1997年教授、2006年名誉教授、甲南大学教授。2015年アシックス商事監査役。2018年日産自動車ガバナンス改善のための特別委員会委員。2020年関西電力取締役。

## 受賞
- 日本会計研究学会太田・黒澤賞(1996年) [7]
- 日本内部監査協会青木賞(1996年) [7]
- 日本監査研究学会監査研究奨励賞(2000年) [7]

## 著書
- 『監査判断形成論』中央経済社　1995
- 『連結財務諸表監査』中央経済社 1999
- 『財務諸表監査の変革』税務経理協会 2003
- 『財務諸表監査の考え方』税務経理協会 2004
- 『財務諸表論 ミドルクラス』税務経理協会 2005
- 『財務情報等の監査・保証業務』中央経済社 2012
- 『会計学エッセンス(第5版)』中央経済社 2022

### 共編著
- 『基本からわかる財務諸表情報』森實,井原理代共編著 税務経理協会 2001
- 『IFRS会計用語辞典 英和和英』広瀬義州,徳賀芳弘共編著 中央経済社 2010
- 『国際監査基準の完全解説: ISA ISRE ISAE ISRS IFAE ISQC』松本祥尚,林隆敏共編著 中央経済社 2010
- 『分析利益情報の変容と監査』黒川行治,柴健次,林隆敏,浅野敬志共著 中央経済社 2011
- 『監査・保証業務の総合研究』編著 中央経済社 2014

## 論文
- <内藤文雄